# 로저 메리스
로저 유진 메리스(Roger Eugene Maris , 1934년 9월 10일 ~ 1985년 12월 14일)는 전 메이저 리그 베이스볼 뉴욕 양키스에서 활약한 외야수(우익수)였다. 그는 1961년에 61개의 홈런으로 베이브 루스가 1927년에 기록한 한 시즌 홈런 기록을 34년 만에 깬 선수로 기억되었으나 2022년 에런 저지에 의해  기록이 깨졌다. 1957년-1968년의 12년의 선수생활 동안 4개의 팀에서 뛰었고, 그중 6번의 월드시리즈에 나가서 3번의 우승을 경험했다. 통산 275홈런, 850 타점, 1,325 안타, 타율 .260을 기록했다.

그의 등번호 9번은 뉴욕 양키스에서 영구 결번으로 지정되어 있다

## 생애

### 어린 시절
어릴 때 성(姓)은 메러스(Maras)였는데 이후 메리스(Maris)로 변경했다. 크로아티아계 이민자의 아들로 미네소타주 Hibbing에서 태어나 노스다코타주 그랜드포크스에서 자란 그는, 같은 주의 파고(Fargo)의 섄리 고등학교(Shanley High School)에 다니면서, 타고난 재능을 바탕으로 여러 종목의 스포츠 활동에 참여했다. 특히 풋볼에 탁월한 재능을 보여서 터치다운 후 킥오프 리턴 부문에서 고등학교 공식 기록을 갖고 있다.

먼저 오클라호마 대학에 풋볼 선수로 스카웃되었으나, 대학을 방문했을 때 대학 측의 마중이 없자 실망하여 파고로 되돌아가 버렸고, 클리블랜드 인디언스와 마이너리그 계약을 맺었다.

### 선수 생활 초기
1957년에 클리블랜드 인디언스에서 메이저 리그에 데뷔한 매리스는 다음 해 캔자스시티 어슬레틱스로 트레이드되었다. 1959년에는 맹장염 수술로 45시합을 결장했음에도 불구하고 처음으로 올스타전에 출장했다.

같은 해 12월, 7명의 선수가 포함된 트레이드로 뉴욕 양키스로 옮기게 됐는데, 이때 트레이드 상대 중에 돈 라슨도 있었다. 당시의 어슬레틱스는 구단주는 양키스의 공동 구단주와 사업상 거래로 생긴 친분으로 팀의 좋은 선수를 종종 양키스로 보내는 바람에 '양키스의 팜'으로 조롱받기도 했는데, 매리스도 예외가 아니었던 것이다.
이적 후 악명높은 뉴욕의 지역 언론에게 시달림을 당했지만, 이적 첫 해부터 대활약을 통해 입을 다물게 만들었다. 타점(112) 1위, 장타율 1위(0.581)를 기록했고 홈런(39)도 팀 동료인 미키 맨틀에 1개 뒤진 2위의 성적이었다. 수비에서도 골드글러브를 수상했으며, 이런 뛰어난 활약으로 아메리칸리그 MVP도 그의 것이 되었다.

### 1961년 - 홈런 레이스와 최다 홈런 기록 경신

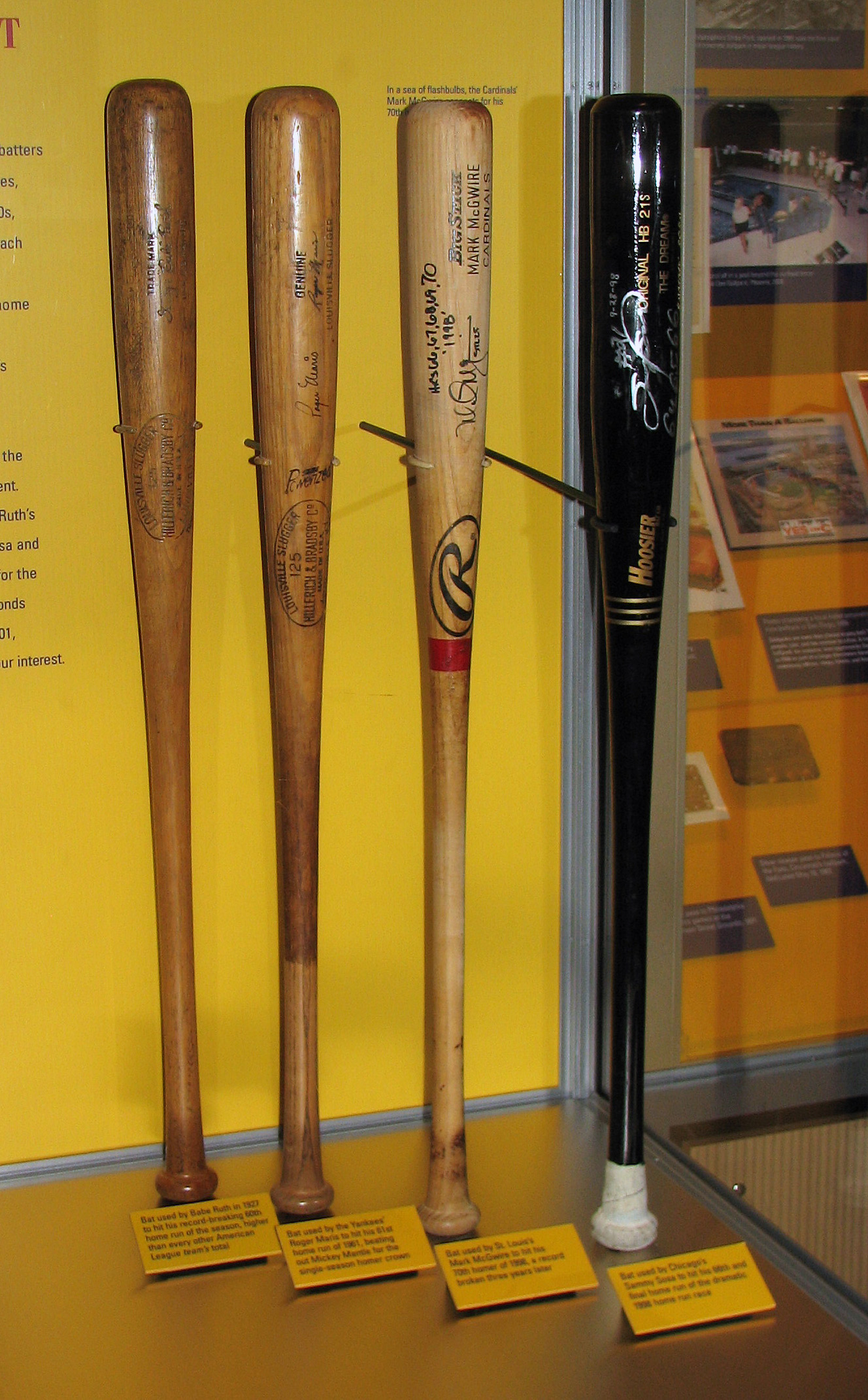
왼쪽부터, 1927년 베이브 루스의 60홈런 때의 배트, 1961년 로저 메리스의 61 홈런 때의 배트, 1998년 마크 맥과이어의 70홈런, 새미 소사의 66홈런 때의 배트

1961년 아메리칸리그는 추가로 2팀의 신규 가입을 승인하여 8팀에서 10팀으로 늘어나게 되었는데(텍사스 레인저스, LA 에인절스) 이 때문에 리그 전체적으로 투수의 숫자가 부족하게 되어 AAA 혹은 그 아래 수준의 투수들이 메이저에 올라오게 만들면서 투수들의 수준을 전반적으로 하락시켰다. 하지만 뉴욕 양키스의 타선은 그대로였다. 그리고 팀 숫자의 증가에 따라 한 시즌 경기 수는 154 경기에서 162 경기로 늘어났다.
시즌이 시작되기 전인 1월 23일에 AP 통신의 기자는 매리스에게 경기수의 증가가 베이브루스의 한 시즌 최다 홈런 기록(1927년)을 위협할 수 있겠냐라고 질문했는데 메리스는 다음과 같이 대답했다. '아무도 그 기록을 건드리지 못할 것이다. 기록을 살펴보면 알다시피 50 홈런을 친 시즌도 매우 드물다. 그리고 60이라는 숫자는 그 기록 하나 뿐이다.'

시즌이 시작되자 양키스의 타선들은 상대하기 수월해진 타팀의 투수진을 상대로 빠르게 홈런을 쌓아나갔다. 1961년, 미키 맨틀, 로저 메리스, 요기 베라, 빌 스코우런(Bill Skowron)은 165개의 홈런을 합작했고, 살인타선(Murderers Row)으로 불리면서 타 팀 투수들에게는 공포의 대상이었다. 참고로 살인타선이라는 말은 1918년에 만들어졌고, 1927년 양키스 타선 에 사용되면서 널리 알려졌다.

메리스가 4월 27일에 시즌 마수걸이 홈런을 날렸을 때, M&M포의 또 다른 축에 있던 맨틀은 이미 7개를 친 상태였다. 하지만 5월 중순부터 매리스가 12시합에 9개의 홈런을 치면서 둘 간의 홈런 경쟁은 격화되었고, 5월말 시점에 매리스가 12개, 맨틀이 14개를 기록하였다.

시즌이 반환점을 돌 무렵, 메리스와 맨틀 중 한 명, 혹은 둘 다 34년간 지켜졌던 베이브 루스의 시즌 최다 홈런 기록을 깰 것이 확실해 보였다. 언론의 격려와 팬들의 호응을 받았던 마크 맥과이어와 새미 소사의 1998년 홈런 경쟁과는 달리, 당시의 스포츠 기자들은 둘의 사이에서 사소한 틈이라도 발견하면 호들갑스럽게 보도하였다. (베라는 이후의 인터뷰에서 둘 사이의 불화설을 부정했다.)

루스의 기록은 뉴욕의 보수적 기자들에게는 성역이었고, 그 기록을 깰 사람으로 여겨진 건 양키스의 적자이며 기자와의 관계도 양호했던 맨틀이었지, 매리스는 아니었다. 매리스는 외부에서 영입된데다 과묵했던 탓에 '진정한 양키스의 일원이 되지 못했다'는 비난을 받았다.

그런 매리스에게 당시 커미셔너였던 포드 프릭(Ford Frick)의 발언은 또 하나의 악재로 다가왔다. 루스가 기록을 세웠던 1927년에는 한 시즌에 154 경기를 치렀던 걸 갖고, 프릭이 '매리스의 기록이 154 경기 안에 세워져야만 단독 기록이 되고, 그렇지 않을 경우 각각의 기록으로 병기되어 참고 기록으로 취급될 것'이라고 선언해버린 것이다. 뉴욕의 스포츠 기자 딕 영(Dick Young)이 프릭에게 제기한 의문은 '새 기록에는 참고 표시(* - 별표)가 붙을 거다'라는 도시전설처럼 번지기도 했다.

통산 타율이 0.358 의 명선수 로저스 혼즈비는 '2할 7푼의 타자가 (0.356의 타율로 세운) 루스의 홈런 기록을 깬다는 건 실망스러운 일이다.'라고 비난했다. (사실 혼스비는 후배 선수들에 대한 평가가 인색한 편이었다. 뉴욕 메츠에서 스카우트 일을 할 때 한 평가 중 가장 좋은 게 '메이저 리그 선수 같다'였을 정도였다.)

루스의 기록을 불가침이라고 완고하게 생각하는 사람들의 억지스러운 의견은 이외에도 '다음 타자가 맨틀이기 때문에 걸러보내는 것이 적어서 루스보다 유리한 조건이다', '매리스의 홈런 중에서 비거리가 짧은 홈런이 많다.'라는 식으로 나타나기도 했다.

하지만 매리스는 "난 베이브 루스가 되려는 게 아니다. 다만 61홈런을 치고, 로저 매리스가 되고 싶을 뿐이다."라며 그런 악평들을 경시했다. (이런 감정은 나중에 1973년~1974년에 행크 에런이 베이브 루스의 통산 최다홈런 기록을 경신할 무렵에 되풀이 됐다. "난 사람들이 베이브 루스를 잊지 않기를 바란다. 그리고 난 그들에게 행크 에런으로 기억되고 싶을 뿐이다")

40호, 50호 홈런을 미키 맨틀보다 빨리 달성한 후 맞이한, 포드 프릭의 자의적인 기준점인, 154 번째 경기에서 59호를 쏘아올렸지만 60호를 치지는 못했다. 결국 60호 홈런은 157 경기째인 9월 26일에야 나왔고, 신기록인 61호는 시즌 최종전인 10월 1일 양키 스타디움에서 벌어진 보스턴 레드삭스와의 경기에서 4회말에 터졌다. 하지만 프릭의 발언과는 달리, 그의 기록은 당당한 메이저 리그 홈런 기록이 되었으며, 이후 그 어떤 기록집에도 그의 기록에 참고 표시가 달린 일은 없었다.

그러나 기록 경신은 매리스에게 씁쓸한 기억만 안겨주고 말았다. 기록 달성이 가까워질수록 홈구장에서 홈런을 날려도 홈 팬들에게서 야유를 받는 초유의 굴욕을 겪어야 했기 때문이다. 1980년 올스타전 인터뷰에서 매리스는 '그들은 내가 무슨 나쁜 짓을 해서 기록을 더럽힌다는 식으로 대했다.'면서 심한 스트레스를 받았다고 토로했다. 다른 인터뷰에서는 기록을 깨기는커녕 기록에 다가가지 않는 게 좋지 않을까 생각한 적이 있다고 했다.

그렇다 하더라도 그는 시즌 성적을 득점 1위(132), 총 루타 1위(366), 홈런 1위 (61), 타점 1위 (141)의 성적을 기록했으며, 생애 두 번째이자 2년 연속으로 아메리칸리그 MVP에 오르게 된다. (타율은 0.269였다.)

매리스의 61홈런 기록은 (베이브 루스보다 3년 더 긴) 37년만인 1998년에 마크 맥과이어와 (70홈런) 새미 소사에 (66홈런) 의해 경신되었고, 현재 최고 기록은 배리 본즈가 2001년에 세운 73홈런이다. 그의 기록은 단일 시즌 기록으로는 7번째이고, 아메리칸 리그에서는 1위 기록이었으나 뒷날 에런 저지에 의해  갱신됐다. 하지만 맥과이어는 2010년 1월 11일에 스테로이드 사용 사실을 인정했으며, 소사와 본즈 둘 다 스테로이드 사용 의심을 받고 있다.

### 그 후의 선수생활과 은퇴

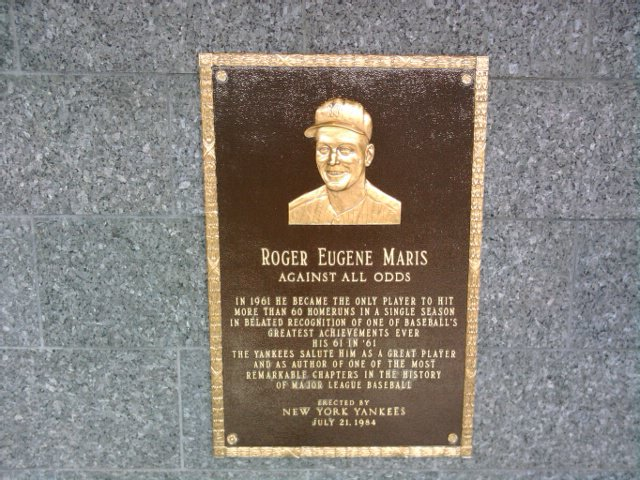
양키 스타디움의 모뉴먼트 파크에 있는 로저 매리스의 명판

1962년에 매리스는 4년 연속으로, 그리고 마지막이 되는 올스타전에 출전했다. 최다 홈런 기록의 이미지가 강하기 때문에 그의 수비 능력은 종종 간과되기도 했지만, 1962년 샌프란시스코 자이언츠와의 월드시리즈 7차전에서 강한 어깨로 멋진 송구를 하기도 했다. 경기 스코어 1-0의 살얼음 같은 리드를 하고 있던 9회말, 2사 1루인 상황에서 윌리 메이스가 우익수 쪽으로 2루타를 쳤으나, 매리스는 1루 주자인 매티 알루(Matty Alou)를 3루에 묶으면서 동점 위기를 막았다. 결국 경기는 그대로 끝났고, 양키스는 월드시리즈 챔피언이 되었다.

그러나 1963년 월드시리즈 2차전에서 부상을 겪은 후 4년 동안 부상 때문에 이전과 같은 성적을 내기는 어렵게 되었다. 부상으로 인한 문제가 심각해진 1965년 시즌 대부분을 골절 상태에서 뛰었는데, 의사들은 제대로 된 진단을 내리지 못했고, 언론은 그때문에 그가 '꾀병을 핑계된다'라고 비난했다. 2년 전, 전국에 방송되고 있던 Minneapolis에서의 시합에서 야유관객에게 향해 손가락 욕설을 하는 바람에 나쁜 이미지가 심어져 있던 상태에서 더 나빠지게 된 것이다. 결국 매리스는 1966년 시즌 종료 후에 양키스에 남아있기 힘들게 되면서 쫓기듯이 세인트루이스 카디널스에 트레이드 되어버렸다.

하지만, 우직하다고 일컬어지는 중서부 기질의 매리스는 도시에 있었을 때와는 달리 카디널스의 팬들의 따뜻한 환영을 받았다. 현역 마지막 2년간을 카디널스에서 지낸 매리스는 1967년과 1968년의 카디널스가 내셔널 리그를 제패하는데 공헌했다. 그중 1967년 포스트시즌에는 타율 .385의, 7타점의 맹타를 휘둘러 월드시리즈 제패에 공헌한 덕분에, 그에 감동한 구단주 구시 부시(Gussie Busch)가 자신의 소유인 맥주회사 안호이저 부시(Anheuser-Busch)의 맥주 배송 업자로 제 2의 인생을 살 수 있도록 알선해 줬다.

그가 은퇴한 지 16년 후, 양키스는 1984년 7월 21일에 그의 등번호 9번을 영구 결번으로 지정해, 양키 스타디움에 있는 Monument Park에 매리스의 명판을 설치했다. 거기에는 '명선수이며, 메이저 리그의 역사에서 가장 인상 깊은 장명의 하나를 그린 선수'라는 문구가 새겨져 있다.

매리스는 1983년에 악성 임파종 진단을 받았고 이것을 계기로 암 연구 치료비 기부를 목적으로 한 '로저 매리스 명사 골프 대회(Roger Maris Celebrity Golf Tournament)'를 매년 열기 시작했다.

1985년 12월 14일에 휴스턴에서 51세로 사망했다.

그의 사후인 1991년에 시즌 61 홈런은 공식 기록이 되었고, 2001년에는 그와 맨틀의 홈런 기록 도전을 그린 영화「61*」이 공개되었다.

현재 매리스의 기록은 7번째 순위이지만, 그의 앞에 있는 배리 본즈, 마크 맥과이어, 새미 소사가 모두 약물 복용 의혹을 받고 있으며, 진정한 시즌 최다 홈런 기록은 매리스의 61개라고 믿는 팬들도 많다. 2005년 노스다코타주 의회는 매리스의 기록만이 진정한 기록이라는 의견을 메이저 리그에 보냈으나 2022년 에런 저지에 의해  갱신됐다.

## 통산 성적
| 연도 | 나이 | 팀  | 리그 | 경기  | 타석  | 타수  | 득점 | 안타  | 2루타 | 3루타 | 홈런 | 타점 | 도루 | 볼넷 | 삼진 | 타율  | 출루율 | 장타율 | OPS   |
| ---- | ---- | --- | ---- | ----- | ----- | ----- | ---- | ----- | ----- | ----- | ---- | ---- | ---- | ---- | ---- | ----- | ------ | ------ | ----- |
| 1957 | 22   | CLE | AL   | 116   | 424   | 358   | 61   | 84    | 9     | 5     | 14   | 51   | 8    | 60   | 79   | 0.235 | 0.344  | 0.405  | 0.749 |
| 1958 | 23   | TOT | AL   | 150   | 637   | 583   | 87   | 140   | 19    | 4     | 28   | 80   | 4    | 45   | 85   | 0.240 | 0.294  | 0.431  | 0.725 |
| 1958 | 23   | CLE | AL   | 51    | 202   | 182   | 26   | 41    | 5     | 1     | 9    | 27   | 4    | 17   | 33   | 0.225 | 0.287  | 0.412  | 0.699 |
| 1958 | 23   | KCA | AL   | 99    | 435   | 401   | 61   | 99    | 14    | 3     | 19   | 53   | 0    | 28   | 52   | 0.247 | 0.298  | 0.439  | 0.737 |
| 1959 | 24   | KCA | AL   | 122   | 498   | 433   | 69   | 118   | 21    | 7     | 16   | 72   | 2    | 58   | 53   | 0.273 | 0.359  | 0.464  | 0.824 |
| 1960 | 25   | NYY | AL   | 136   | 578   | 499   | 98   | 141   | 18    | 7     | 39   | 112  | 2    | 70   | 65   | 0.283 | 0.371  | 0.581  | 0.952 |
| 1961 | 26   | NYY | AL   | 161   | 698   | 590   | 132  | 159   | 16    | 4     | 61   | 141  | 0    | 94   | 67   | 0.269 | 0.372  | 0.620  | 0.993 |
| 1962 | 27   | NYY | AL   | 157   | 687   | 590   | 92   | 151   | 34    | 1     | 33   | 100  | 1    | 87   | 78   | 0.256 | 0.356  | 0.485  | 0.84  |
| 1963 | 28   | NYY | AL   | 90    | 351   | 312   | 53   | 84    | 14    | 1     | 23   | 53   | 1    | 35   | 40   | 0.269 | 0.346  | 0.542  | 0.887 |
| 1964 | 29   | NYY | AL   | 141   | 584   | 513   | 86   | 144   | 12    | 2     | 26   | 71   | 3    | 62   | 78   | 0.281 | 0.364  | 0.464  | 0.828 |
| 1965 | 30   | NYY | AL   | 46    | 186   | 155   | 22   | 37    | 7     | 0     | 8    | 27   | 0    | 29   | 29   | 0.239 | 0.357  | 0.439  | 0.795 |
| 1966 | 31   | NYY | AL   | 119   | 391   | 348   | 37   | 81    | 9     | 2     | 13   | 43   | 0    | 36   | 60   | 0.233 | 0.307  | 0.382  | 0.689 |
| 1967 | 32   | STL | NL   | 125   | 472   | 410   | 64   | 107   | 18    | 7     | 9    | 55   | 0    | 52   | 61   | 0.261 | 0.346  | 0.405  | 0.751 |
| 1968 | 33   | STL | NL   | 100   | 340   | 310   | 25   | 79    | 18    | 2     | 5    | 45   | 0    | 24   | 38   | 0.255 | 0.307  | 0.374  | 0.681 |
| 통산 |      |     |      | 1,463 | 5,846 | 5,101 | 826  | 1,325 | 195   | 42    | 275  | 850  | 21   | 652  | 733  | 0.26  | 0.345  | 0.476  | 0.822 |

## 수상경력
- 아메리칸리그 MVP 2회 수상 - 1960년[4], 1961년[9]
- 골드글러브 1회 수상 - 1960년[14]
- 최다홈런 1회 수상 - 1961년(61개)[15]
- 최다타점 2회 수상 - 1960년(112개)[16], 1961년(141개)
- 올스타전 참가 4회 - 1959년~1962년